# Zangīvand
Zangīvand (persiska: زنگیوند) är en ort i Iran.   Den ligger i provinsen Kermanshah, i den västra delen av landet, 400 km väster om huvudstaden Teheran. Zangīvand ligger 1 432 meter över havet och antalet invånare är 120.
Terrängen runt Zangīvand är huvudsakligen kuperad, men norrut är den platt. Runt Zangīvand är det ganska tätbefolkat, med 185 invånare per kvadratkilometer. Närmaste större samhälle är Qomeshah, 7,7 km norr om Zangīvand. Trakten runt Zangīvand består till största delen av jordbruksmark.